# Saratov Airlines
Saratov Airlines (Saratov Airlines Joint Stock Company, em russo:  Саратовские авиалинии, Saratovskije avialinii) foi uma companhia aérea russa sediada em Saratov e com base em Aeroporto de Saratov Tsentralny. A empresa deixou de operar em 30 de maio de 2018, depois que a Autoridade de Aviação Russa se recusou a renovar seu certificado operacional.

## História
Saratov Airlines foi fundada em 1931. Foi chamado "Saratov United Air Squad" e foi uma parte de Aeroflot. Até o final de 2013, a companhia aérea foi marcada Saravia (em russo:  Саравиа).
Em dezembro de 2013, a Saratov Airlines tornou-se a primeira operadora russa de Embraer E-Jets, com a chegada de dois Embraer 195 aircraft.
Em 14 de outubro de 2015, as autoridades russas da aviação sancionaram as Companhias Saratov depois de uma violação das regras de segurança. Portanto, a companhia aérea não estava autorizada a operar vôos para destinos fora da Rússia a partir de 26 de outubro de 2015. No entanto, até maio de 2016, a companhia aérea havia retomado serviços charter internacionais.
Em julho de 2017, foi anunciado que a companhia aérea havia assinado uma carta de intenção para arrendar seis Irkut MC-21-300s com o MAKS Air Show em Moscou programado para ser entregue de 2022 a 2025.
Em 20 de março de 2018, o Ministério dos transportes russo ordenou a suspensão de todos os voos da Saratov Airline após a investigação do acidente do voo Saratov Airlines 703. A companhia aérea respondeu com mensagem em seu site informando que "continua realizando voos nas aeronaves Embraer-190 e Yak-42". No final do dia, foi descoberto que o Ministério dos Transportes encurtou o período de validade do certificado de operação da companhia aérea para 27 de abril de 2018; se até esta data as violações não forem tratadas, a licença não será estendida. Em 2 de abril, a autoridade da aviação russa exortou a companhia aérea a cessar voluntariamente as operações devido à atitude "sem precedentes e irresponsável" de sua administração para garantir a segurança dos passageiros e da tripulação. Um dos motivos para essa reação foi o envio pela companhia aérea de uma lista dos atuais aviões e tripulantes, que incluía a aeronave que caiu e tripulantes que morreram em fevereiro.
Em 10 de abril de 2018, foi anunciado que a Saratov Airlines planejava mudar sua marca como Ivolga Airlines. Os motivos para esta ação são vários: alguns especialistas afirmam que isso se deve ao acidente aéreo ocorrido em fevereiro, pegando a ideia da S7 Airlines e Nordavia, que mudaram de marca após os acidentes aéreos em 2006 e 2009, respectivamente; alguns especialistas dizem que é porque a companhia aérea agora voa de hubs diferentes de Saratov, como Moscou-Domodedovo e Krasnoyarsk-Yemelyanovo. No entanto, a mudança de nome da marca previsto nunca aconteceu.
Em 17 de maio de 2018, a autoridade de aviação russa ordenou que a companhia aérea parasse de vender passagens até o final de maio. Inicialmente, a empresa comunicou que encerraria definitivamente as atividades em 31 de maio. Mais tarde, porém, retirou essa informação de seu site, retomou a venda de ingressos e disse à mídia que espera que seu certificado operacional seja reemitido até 27 de maio. No entanto, isso não aconteceu e a companhia aérea cessou todos os voos e vendas de passagens em 30 de maio de 2018. A companhia aérea continua a operar o único aeroporto do Oblast de Saratov.

## Destinos

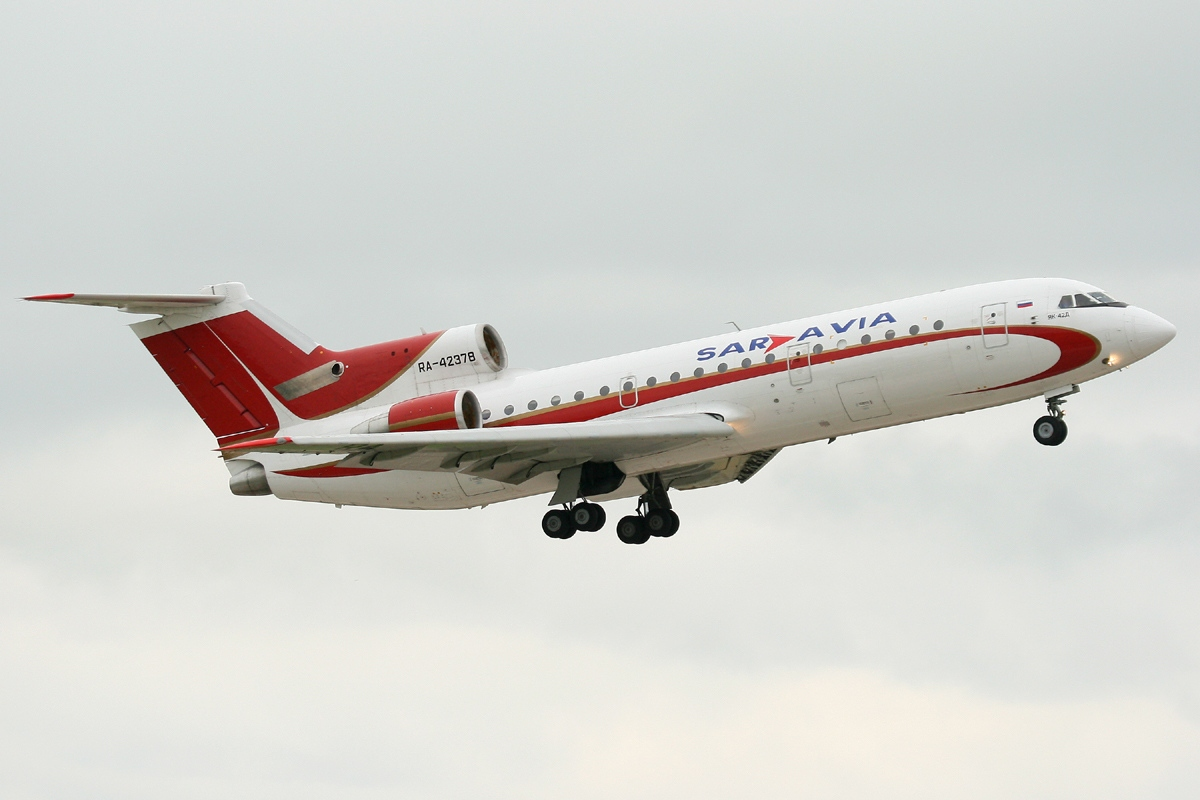
Yakovlev Yak-42D da da Saratov Airlines

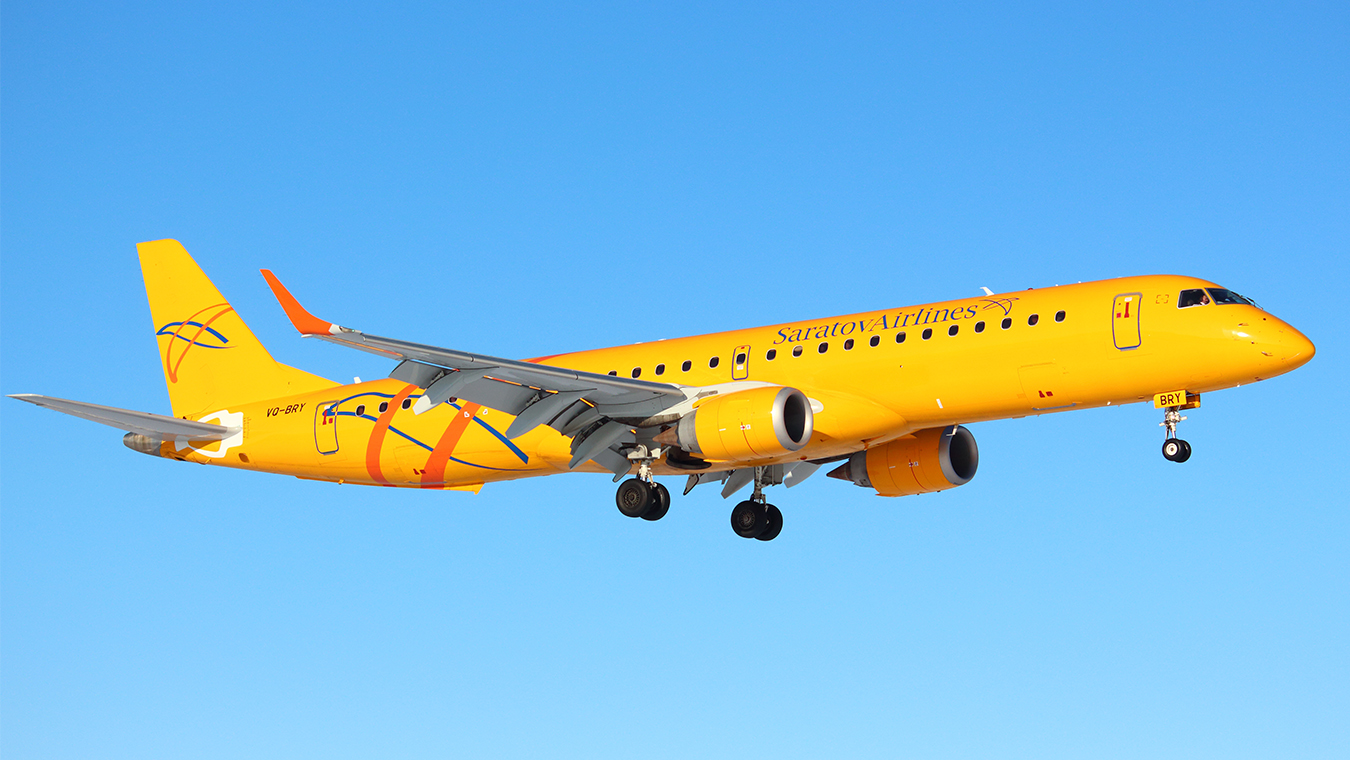
Embraer 195 da Saratov Airlines

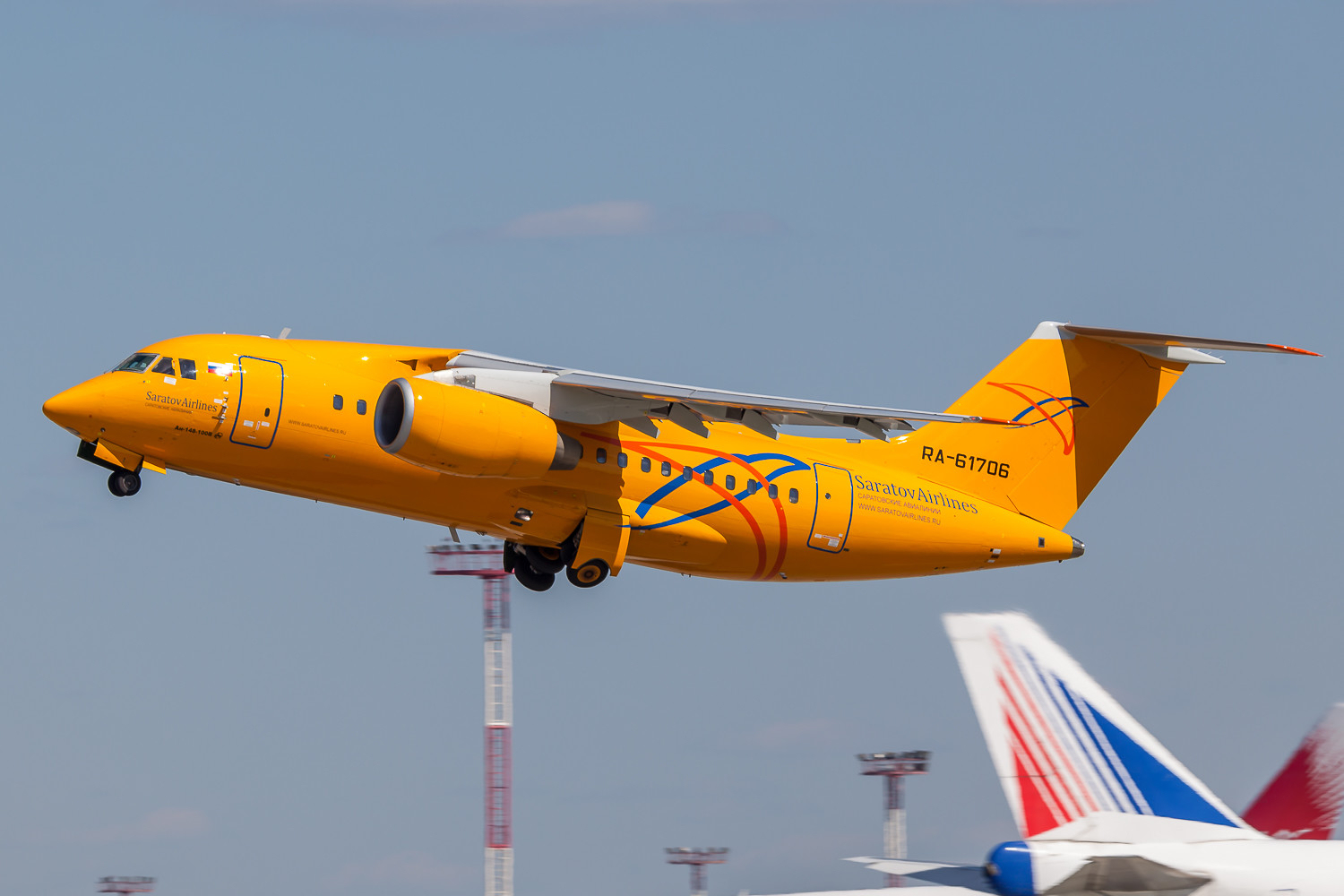
Antonov An-148 da Saratov Airlines

Em maio de 2018, a Saratov Airlines operavam os seguintes voos de passageiros domésticos e internacionais de passageiros domésticos e internacionais:
Armênia
- Yerevan – Aeroporto Internacional de Zvartnots

Geórgia
- Tbilisi – Aeroporto Internacional de Tiblíssi[15]

Rússia
- Blagoveshensk – Aeroporto de Ignatyevo[16]
- Chita – Aeroporto de Kadala[17]
- Irkutsk – Aeroporto Internacional de Irkutsk[18]
- Kirov – Aeroporto de Pobedilovo
- Krasnodar – Aeroporto de Pashkovsky
- Krasnoyarsk – Aeroporto Internacional de Yemelyanovo base[17]
- Mineralnye Vody – Aeroporto de Mineralnye Vody
- Moscow – Moscow Domodedovo Airport
- Nizhnevartovsk – Aeroporto de Nizhnevartovsk
- Nizhny Novgorod – Aeroporto de Strigino
- Orsk – Aeroporto de Orsk
- Saint Petersburg – Aeroporto de Pulkovo
- Saratov – Aeroporto de Saratov Tsentralny base
- Simferopol – Aeroporto Internacional de Simferopol
- Surgut – Aeroporto Internacional de Surgut sazonal
- Ufa – Aeroporto Internacional de Ufa
- Ulan-Ude – Aeroporto Internacional de Baikal[17]
- Vladivostok – Aeroporto Internacional de Vladivostok[19]
- Volgograd – Aeroporto de Gumrak
- Yekaterinburg – Aeroporto de Koltsovo

## Frota
Em maio de 2018, pouco antes da Saratov Airlines interromper as operações, a frota incluía a seguinte aeronave:
| Aeronave           | Ativo | Ordem | Passageiros  | Passageiros  | Passageiros  | Notas                                                            |
| Aeronave           | Ativo | Ordem | C            | Y            | Total        | Notas                                                            |
| ------------------ | ----- | ----- | ------------ | ------------ | ------------ | ---------------------------------------------------------------- |
| Antonov An-148-100 | 1     | —     | —            | 83           | 83           | Alugado da Rossiya Airlines and grounded                         |
| Boeing 737-800     | —     | 1     | Desconhecido | Desconhecido | Desconhecido | Foi planejado para ser alugado de GECAS e ser entregue em 2019   |
| Embraer 195        | 2     | 2     | 10           | 104          | 114          | Entregue em abril e maio de 2018, mas nunca foi levado a serviço |
| Yakovlev Yak-42    | 5     | —     | 16           | 84           | 100          | Deveriam ser eliminados em agosto de 2019                        |
| Yakovlev Yak-42    | 5     | —     | —            | 120          | 120          | Deveriam ser eliminados em agosto de 2019                        |
| Total              | 8     | 3     |              |              |              |                                                                  |

## Incidentes e acidentes
Em 11 de fevereiro de 2018, Saratov Airlines flight 703, desapareceu do radar e bateu menos de dez minutos após a decolagem.  O vôo, operado com um An-148 e cronograma para partir do aeroporto de Domodedovo de Moscou para a cidade russa de Orsk, tinha 71 pessoas a bordo; 65 passageiros e seis membros da tripulação. O acidente ocorreu perto da aldeia de Stepanovskoye a cerca de 50 milhas a sudeste de Moscow.  Ninguém a bordo sobreviveu ao acidente de avião.